# 馬景賢
馬景賢（1933年—2016年1月13日），筆名知愚，生於河北良鄉（今北京市房山區），1949年2月，因國共內戰，隨戰敗的中華民國國軍逃難到台灣。
馬景賢是台灣兒童文學作家、繪本作家和翻譯師。在工作之餘，他致力於兒童文學作品的寫作與翻譯，曾獲中華兒童文學獎、中興文藝獎等。

## 學歷
- 國立臺灣師範大學本國語文學系

## 經歷
- 長期任職於圖書館，[1]曾任職國防醫學院圖書館、中央圖書館、美國普林斯頓大學東方圖書館及農復會圖書館等。
- 曾任國語日報兒童文學周刊主編。

## 作品
- 《石頭湯》
- 《天鵝的喇叭》
- 《山難歷險記》
- 《小英雄與老郵差》
- 《小英雄當小兵》
- 《三隻小紅狐狸》
- 《蔬菜水果ㄅㄆㄇ》
- 《誰去掛鈴鐺？》
- 《誰怕大野狼》
- 《大青蛙愛吹牛》
- 《愛的兒歌》
- 《國王的長壽麵念兒歌識國字》
- 《驢打滾兒王二》
- 《非常相聲》
- 《跟父母談兒童文學》

## 得獎
- 中華兒童文學獎
- 中興文藝獎

## 相關
- 其子馬念先為歌手、演員